# 酒泉站
酒泉站位于甘肃省酒泉市西洞镇，建于1956年，是兰新铁路的一个车站。距离兰州站748公里，距上行车站东洞站10公里，距下行车站文殊站10公里。该站隶属兰州局集团。
酒泉站同时也是 214省道的终点。

## 业务范围
- 客运：办理旅客乘降，行李、包裹托运。
- 货运：办理整车、零担、集装箱货物发到，办理整车货物承运前保管；不办理罐装危险货物到达，不办理整车爆炸品及整车一级氧化剂发到。